# 南昌市图书馆
南昌市图书馆是江西省南昌市的一座公共图书馆。位于南昌市新洲路12号，与江西省科技馆、江西省博物馆相毗邻。
南昌市图书馆成立于1958年，原址位于南昌市八一大道64号。2002年12月迁至现址。

## 历史
南昌市图书馆筹建于1957年。当时江西省图书馆由南昌市文化局改归为江西省文化局领导，因此南昌市委决定另行筹建南昌市图书馆。
南昌市图书馆选址在南昌市八一大道64号，1957年10月1日新楼落成，1958年4月20日正式对外开放。建筑总面积为1305平方米，藏书10万余册:383。
文化大革命初期，南昌市图书馆停止开放。1968年12月被撤销，并入江西省图书馆，并改称南昌图书馆，后又改称江西省图书馆。1973年1月，江西省图书馆和南昌市图书馆又重新分开。1975年7月，南昌市图书馆部分对外开放。1984年7月，新建一栋六层楼书库，馆舍面积增至3475.7平方米。
1992年，南昌市委、市政府决定在新洲路建设南昌市图书馆新馆。2002年12月28日建成开放，总建筑面积近2万平方米，总投资7100万人民币，藏书约80万册。
2013年底，南昌市图书馆正式闭馆改造。期间外装和内装设计方案出现临时调整，施工一度拖延。2016年12月底重新开放。
2017年12月26日，南昌市图书馆红谷滩分馆免费对外开放。
2018年，入选一级公共图书馆。